# Вила Штерић у Београду
Вила Штерић налази се у градској општини Савски венац, у улици Генерала Штурма 4 у Београду. Уврштена је у споменик културе Србије.

## Историјат
Објекат је изграђен 1932. године у духу функционалистичке архитектуре. Вила је слободностојећа, двроспратна а пројектовао ју је српски архитекта Милан Злоковић. Функција објекта и форма су обједињени и уклопљени у  природно окружење, што високо вреднује ову грађевину према критеријумима естетског функционализма. Вила представља сведочанство високог домета српске модерне.
Вила је пројектована и изграђена за Драгољуба Штерића, власника фабрике авиона Змај и његову супругу Вукосаву, а представља једно од најзначајнијих остварења Милана Злоковића. Обејкат је изграђен на 220 m2 на десет пута већој парцели, а у време изградње цена куће била је 350.00 динара. Иако је структура куће погодовала примени слободнијег и отворенијег плана, организација унутрашњег простора је решена конвенционалније, с тим да је пажња усмерена спољашњем компоновању волумена и њиховој градацији, и извођењу основног модула отвора (ширине 150 цм) који се варирањем димензија усклађује према геометрији фасадних површина. На ужем делу парцеле, између куће и ограде, пројектовано је издужено подземно склониште од ваздушног напада. Приземни део саме куће састоји се од хола, салона, дневне собе, кухиње, оставе, перионице, гаража, просторија за шофере, купатила и веранда, док се на спрату налази спаваћа соба, соба, дечија соба, гостинска соба, купатило и тераса.
Макета виле чува се у музеју науке и технике Београд.
У јулу 2019. године, Влада Републике Србије прогласила је вилу спомеником културе, како би сачувала основни изглед и спољашњу архитектуру.